# Egle (Naiade)
Egle (in greco antico: Αἴγλη?, Àiglē) è un personaggio della mitologia greca, una ninfa Naiade che aveva la caratteristica di tingersi la faccia con le more e che, assieme ad Eurinome, è considerata la presunta madre delle Grazie.

## Mitologia
Di lei si narra che un giorno, si unì ai satiri Croni e Mnasilio che avevano legato le mani di Sileno con ghirlande di fiori, perché, essendo addormentato, temevano la sua reazione. 

Appena sveglio, vide la ninfa della quale era invaghito e le chiese di liberarlo con la promessa di cantare per lei e per i due satiri, visto che più volte ne avevano fatto richiesta. E così fu.